# Big Fun
| 전문가 평가                         | 전문가 평가 |
| 평가 점수                           | 평가 점수   |
| 출처                                | 점수        |
| ----------------------------------- | ----------- |
| AllMusic                            | [ 2 ]       |
| Alternative Press                   | 4/5         |
| Christgau's Record Guide            | A–          |
| Down Beat                           | [ 5 ]       |
| MusicHound Jazz                     | 3/5         |
| The Penguin Guide to Jazz           | [ 7 ]       |
| The Rolling Stone Album Guide       | [ 8 ]       |
| The Rolling Stone Jazz Record Guide | [ 9 ]       |
| Tom Hull – on the Web               | B+ ()       |

《Big Fun》은 미국의 재즈 음악가 마일스 데이비스의 컴필레이션 음반이다. 1974년 4월 19일, 컬럼비아 레코드에 의해 발매되었으며 1969년부터 1972년까지 데이비스가 녹음한 음반을 편집하였다. 1974년 대부분 무시되었고, 2000년 8월 1일, 컬럼비아와 레거시 레코드에 의해 추가 자료와 함께 재발행되어 비판적인 재평가로 이어졌다.

## 배경 및 녹음
《Big Fun》은 마일스 데이비스의 70년대 초반 "일렉트릭" 시대의 세 가지 다른 단계의 음악을 선보인다.
1면, 4면(〈Great Expectations/Orange Lady〉와 〈Lonely Fire〉)은 《Bitches Brew》 세션 후 3개월 후에 녹음되었으며 시타르, 탐부라, 타블라 및 기타 인도 악기들이 통합되었다. 그들은 또한 마일스 데이비스의 일렉트릭 시대가 시작된 이래 처음으로 그가 그의 특징 중 하나였던 하몬 음소거와 트럼펫을 연주하여 마치 시타르처럼 들리게 한 것을 기념한다. 이것은 매우 맑고 희박한 사운드를 만들어내는데 기여했으며, 중간과 낮은 음역에 더 중점을 둔 《Bitches Brew》의 더 바쁜 사운드와는 반대로 높은 음역과 낮은 음역을 모두 강조하였다.
1972년 《On the Corner》 세션 이후 제임스 엠투메의 딸의 이름을 딴 〈Ife〉가 녹음되었고, 그 틀은 그 레코드의 트랙과 비슷하다. 드럼과 일렉트릭 베이스 그루브(실제로 한때는 타이밍이 맞지 않아 고장나기도 함)와 베이스라인의 변주곡에 따라 개별적으로 또는 조합된 수많은 뮤지션들이 즉흥 연주를 한다.

## 발매 및 반응
1974년 4월 19일, 컬럼비아 레코드에 의해 발매된, 《Big Fun》은 미국 빌보드 200 차트에서 193위로 데뷔했고 첫 주에 50,000장이 팔렸다. 이 곡은 결국 차트에서 179위, 《빌보드》의 톱 재즈 음반 차트에서 6위에 올랐다. 《올 어바웃 재즈》의 토드 S. 젠킨스에 따르면, "길고 끊임없이 흘러내리는 어두운 이국적인 전자 음악, 그리고 사실 음반의 네 면을 차지하는 네 곡이라는 바로 그 아이디어는, 짧고 날카로운 디스코 곡들이 들불처럼 차트화되기 시작한 당시 비평가나 일반 시장에는 그다지 매력적이지 않았다. 그래서 《Big Fun》은 일반적으로 낮은 평가를 받았다."
《빌보드》는 긍정적인 리뷰에서 "마일스 데이비스의 최근 작품들을 특징짓는 음악적 형태의 많은 실존주의가 이번 새 음반에 담겨 있지만, 데이비스는 전통적인 것에서 탈피할 수 있는 마음의 창의성과 전문지식을 가지고 있으며 여전히 흥미롭고, 흥미롭고, 혁신적이며, 받아들일 수 있는 아티스트로 남아 있다"고 언급했다. 이 음반은 그 장르에 있다." 《롤링 스톤》의 밥 팔머는 "《Big Fun》은 《Live-Evil》 이후 가장 지속적으로 호소력 있고 다양하며 모험심이 강한 마일스 데이비스 음반으로 관심을 끌며 데이비스의 많은 모방자들에게 생각할 거리를 줄 것"이라고 평했다.

## 곡 목록
모든 곡들은 특별한 언급이 없는 한 마일스 데이비스에 의해 작곡하였다.
| #  | 제목                               | 작곡                | 재생 시간 |
| -- | ---------------------------------- | ------------------- | --------- |
| 1. | 〈Great Expectations/Orange Lady〉 | 데이비스, 조 자비눌 | 27:23     |

| #  | 제목    | 재생 시간 |
| -- | ------- | --------- |
| 2. | 〈Ife〉 | 21:34     |

| #  | 제목              | 재생 시간 |
| -- | ----------------- | --------- |
| 3. | 〈Go Ahead John〉 | 28:27     |

| #  | 제목            | 재생 시간 |
| -- | --------------- | --------- |
| 4. | 〈Lonely Fire〉 | 21:21     |